# Brody
Brody (ukrainsk: Броди; polsk: Brody; tysk: Brody; jiddisch: בראָד) er en by i Zolotjiv rajon i Lviv oblast (region) i det vestlige Ukraine. Den ligger i dalen af den øvre del af floden Styr, ca. 90 km nordøst for oblastens hovedstad, Lviv. Brody er hjemsted  for administrationen af Brody urban hromada, en af hromadaerne i Ukraine. I 2021 havde byen  23.335 indbyggere.
Brody er knudepunktet for Druzhba- og Odessa-Brodyolie rørledningerne.

## Historie
Den første omtale af en bebyggelse på stedet i Brody er fra 1084 (Vejledninger af Vladimir Monomach). Den menes at være blevet ødelagt af Batu Khan i 1241.

## Galleri
- Administrationsbygning
- Ruiner af den gamle synagoge  i Brody
- Klokketårnet på markedspladsen
- Brody Slot
- Pædagogisk læreanstalt
- Tyszkiewicz Palads
- Sankt George-kirken i Brody
- Jomfru Marias Fødselskirke
- Hellig Kors-kirken
- Treenighedskirken
- Brody Gymnasium